# شب‌زنده‌دارها در غذاخوری
«شب‌زنده‌دارها در غذاخوری» آلبومی از تام ویتس هنرمند اهل ایالات متحده آمریکا  است که در اکتبر ۱۹۷۵ میلادی منتشر شد. 
این اهنگ در  لس‌انجلس ضبط شده است  .